# Carlos Tejedor (partido)
Partido de Carlos Tejedor (Partido de Carlos Tejedor) is een partido in de Argentijnse provincie Buenos Aires. Het bestuurlijke gebied telt 11.960 inwoners. Tussen 1991 en 2001 daalde het inwoneraantal met 5,98 %.

## Plaatsen in partido Carlos Tejedor
- Carlos Tejedor
- Colonia Seré
- Curarú
- Drysdale
- Encina
- Esteban de Luca
- Hereford
- Húsares
- Ingeniero Beaugey
- Marucha
- Necol
- Santa Inés
- Timote
- Tres Algarrobos